# Oryphantes
Oryphantes Hull, 1932 è un genere di ragni appartenente alla famiglia Linyphiidae.

## Distribuzione
Le cinque specie oggi note di questo genere sono state reperite nella regione olartica: la specie dall'areale più vasto è la O. angulatus, rinvenuta in svariate località della regione paleartica.

## Tassonomia
Questo genere è stato rimosso dalla sinonimia con Lepthyphantes Menge, 1866, a seguito di un lavoro di Saaristo & Tanasevitch (1996b).
Dal 2011 non sono stati esaminati esemplari di questo genere.
A dicembre 2012, si compone di cinque specie e una sottospecie:
- Oryphantes aliquantulus Dupérré & Paquin, 2007 — USA, Canada
- Oryphantes angulatus (O. P.-Cambridge, 1881)[3] — Regione paleartica
- Oryphantes bipilis (Kulczyński, 1885) — Russia
- Oryphantes cognatus (Tanasevitch, 1992) — Russia
- Oryphantes geminus (Tanasevitch, 1982) — Russia

### Sinonimi
- Oryphantes lofotensis (Strand, 1901), trasferita dal genere Lepthyphantes Menge, 1866, e posta in sinonimia con O. angulatus (O. P.-Cambridge, 1881) a seguito di un lavoro di Eskov del 1994, dopo analoghe considerazioni sviluppate dagli aracnologi Locket & Millidge nel 1953[1].
- Oryphantes murmanicola (Strand, 1913), trasferita dal genere Lepthyphantes e posta in sinonimia con O. angulatus (O. P.-Cambridge, 1881) a seguito di un lavoro degli aracnologi Tanasevitch & Rybalov del 2010[1].
- Oryphantes tes (Marusik, Hippa & Koponen, 1996), trasferita dal genere Lepthyphantes e posta in sinonimia con O. geminus (Tanasevitch, 1982) a seguito di uno studio di Tanasevitch (2011c)[1].